# رضا آقابابایی
رضا آقابابایی (زاده ۱۵ اسفند ۱۳۷۵ در بابل) بازیکن فوتبال اهل ایران است که در پست مهاجم برای باشگاه فوتبال مس کرمان در لیگ آزادگان بازی می‌کند.